# Pitharcha chalinaea
Pitharcha chalinaea är en fjärilsart som beskrevs av Edward Meyrick 1908. Pitharcha chalinaea ingår i släktet Pitharcha och familjen äkta malar.
Artens utbredningsområde är Nigeria. Inga underarter finns listade i Catalogue of Life.